# Thomas Comber
Thomas Radcliffe Comber (Pernambuco, 14 de noviembre de 1837 - Blackpool, 24 de enero de 1902) fue un botánico, y algólogo británico, nacido en Brasil.

## Biografía
Se educó en Inglaterra, pasando la mayor parte de su vida como comerciante. Pasó varios años en la India. Es figura central del actual proyecto de diatomeas, centrada en su colección de diapositivas de diatomeas.
Como científico joven, asumió la microscopía y el estudio de las diatomeas, abandonándola durante sus años medios para dedicarse a su amplio interés en la botánica. Su afecto por diatomeas nunca desapareció del todo, y produjo algunos estudios importantes; especialmente su examen de las muestras de la expedición del HMS Challenger. Su colección única e inédita comprende: ca. 2850 diapositivas, ca. 100 placas de linterna, notas escritas a mano / de nota libros (por ejemplo, T. Comber MS Índice de diapositivas, notas en particular, a partir de diapositivas en especies); ca. 1000 botellas. Son o bien colecciones de depósitos fósiles o de colecciones recientes (de agua dulce, salobre, hábitat marino) y el rango de cobertura geográfica es: Nueva Zelanda, EE. UU. (California, Los Ángeles,) Japón, Europa (Bulgaria, Italia, Hungría), Rusia, Australia (Queensland), Reino Unido, América Central y del Sur (El Salvador, Perú, Bolivia, Brasil), Singapur, Filipinas, e incluye material de expediciones (por ejemplo, el HMS Challenger).

## Eponimia
Especies
- (Epacridaceae) Archeria comberi Summerh. ex Orr[4]